# Житейская запись
Житейская запись, жилая запись — исторический юридический термин в России XVII—XVIII столетий, один из видов договоров, регулировавших временный наём и обучение.
Наём по житейской записи обычно производился на срок от 1 до 5 лет, встречаются также записи, обязывавшие работать на нанимателя до 15 лет. Работодатель заранее выплачивал нанимаемому фиксированную сумму, которую тот затем отрабатывал, либо обязывал нанимаемого работать за прокорм всей своей семьи в голодное время. Для идентификации работника иногда использовался словесный портрет, призванный облегчить поиск в случае бегства от нанимателя.
Этот вид договоров ознаменовал переход от феодального кабального служения к индустриально-производственному труду. Житейская запись близка к договору личного найма и является предшественницей трудового договора.